# Xenographia omorhusia
Xenographia omorhusia är en fjärilsart som beskrevs av Louis Beethoven Prout 1929. Xenographia omorhusia ingår i släktet Xenographia och familjen mätare. Inga underarter finns listade i Catalogue of Life.